# ترامپچی
ترامپچی (انگلیسی: Trumpchi) شرکت خودروسازی چینی است، که در سال ۲۰۱۰ تأسیس شد.